# 德伯斯镇
德伯斯镇是中华人民共和国内蒙古自治区兴安盟科尔沁右翼前旗下辖的一个镇。

## 行政区划
德伯斯镇下辖以下村级行政区划单位：
德伯斯社区、阿日林一合嘎查、阿拉坦浩特嘎查、宝力格图嘎查、白音宝力高嘎查、巴日嘎森嘎查、乌兰毛都嘎查一、好仁嘎查、乌力根套海嘎查、查干嘎查、代合嘎查、赛罕嘎查、代钦嘎查、白音套海嘎查、太平山嘎查、新宝力高嘎查、乌兰毛都嘎查二、五家子嘎查、阿拉坦嘎查、后宝地嘎查、前宝地嘎查、白音敖包嘎查、乌拉斯台嘎查、馒头山嘎查、哈日根台嘎查和兴隆林场生活区。